# Sacellum

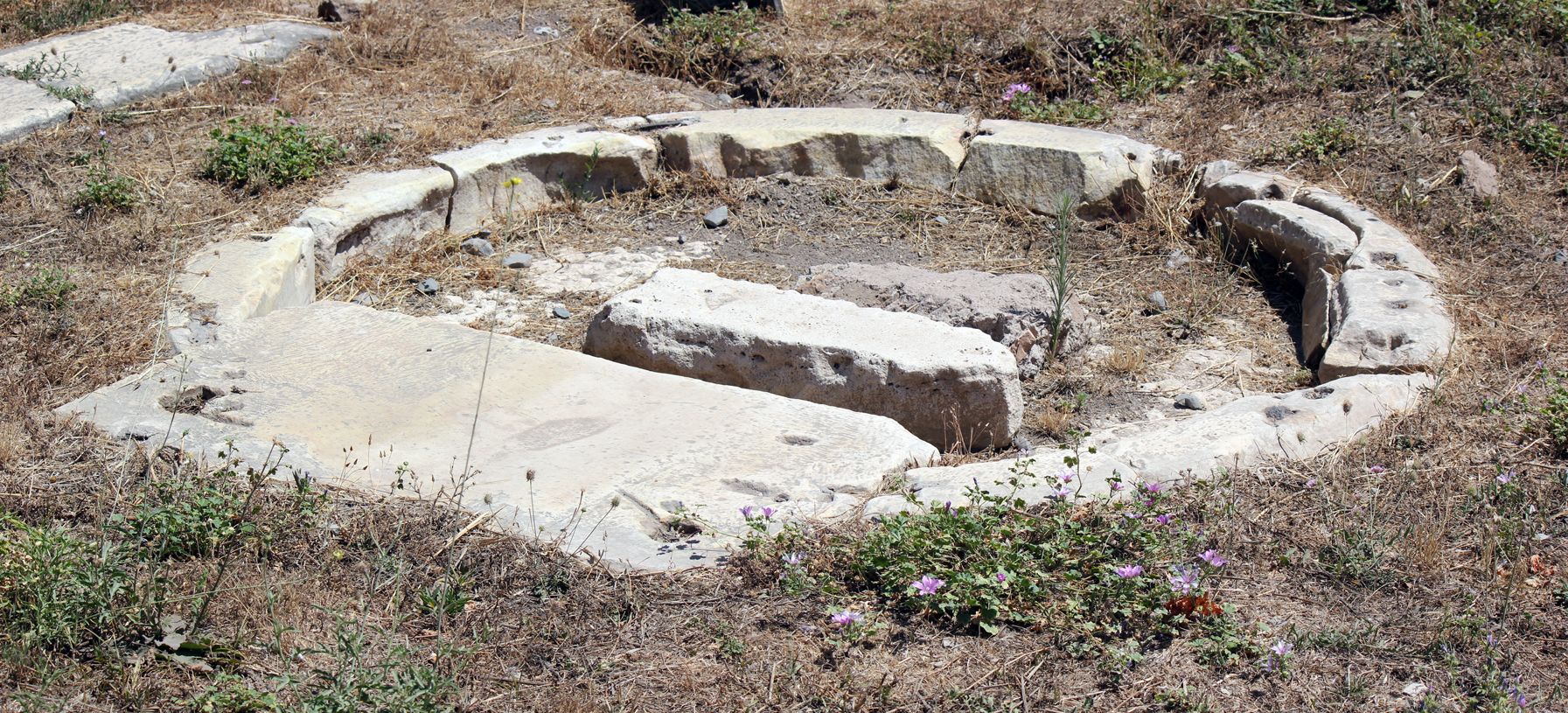
Vestiges du sacellum de la Vénus Cloacina, sur le Forum romain.

Un sacellum est, dans la religion romaine antique, un petit sanctuaire, dont l'usage autant que la forme sont mal connus. Le mot est un diminutif de sacer, désignant quelque chose dédié à un dieu. Les nombreux sacella de la Rome antique comprenaient à la fois des sanctuaires situés sur des propriétés privées et des sanctuaires publics. Un sacellum pouvait être carré ou rond. 

## Forme et usage
Varron et Verrius Flaccus décrivent les sacella d'une manière qui semble contradictoire, le premier définissant un sacellum dans son intégralité comme équivalent à une cella, qui est spécifiquement un espace clos, tandis que le deuxième insiste sur le fait qu'un sacellum n'avait pas de toit.
Un sacellum était cependant systématiquement enclos, avec ou sans toit. Jörg Rüpke note que "Le sacellum était à la fois moins complexe et moins élaboré qu'un temple proprement dit".
Le sacellum peut s'apparenter au sacrarium, un lieu où les objets sacrés (sacra) étaient stockés ou déposés pour être mis en sécurité. Les sacella des Argei, par exemple, sont également appelés sacraria. Dans les maisons privées, le sacrarium était la partie de la maison où étaient conservées les images des Penates: le lararium était une forme de sacrarium pour les Lares. Le sacellum et le sacrarium sont passés dans l'usage chrétien par la suite, donnant notamment les sacello, en Italie (de petites chapelles, ayant un toit, cependant).
Chaque curie avait son propre sacellum supervisé par les celeres, à l'origine les gardes du corps du roi, qui ont conservé une fonction religieuse dans les périodes plus tardives. Ils étaient liés au rituel des Argei (une fête au sens obscur même à l'époque d'Auguste), mais il y avait probablement d'autres rites liés à ces sacella.
Une affaire jugée en septembre 50 avant J.-C. indique qu'un sacellum public pouvait être inséré dans une propriété privée, tout en restant ouvert au public. Il était justement reproché à Appius Claudius Pulcher, un censeur de l'époque, d'avoir empêché l'accès à un sacellum sur sa propriété.

## Liste desacellaconnus
Voici une liste non-exhaustive des divinités ou groupes de divinités qui avaient un sacellum ou sacrarium connu dans la ville de Rome.
- sacellum de Janus: supposé avoir été construit par Romulus, il était carré, contenait l'image du dieu, et avait deux portes, d'après Ovide.
- sacellum des Lares, l'un des quatre points de la frontière sacrée de Rome (pomerium) établie par Romulus.
- sacrarium de Mars, qui contenait la lance de Mars, dans la Regia.
- sacellum ou aedes d'Hercule, dans le Forum Boarium.
- sacellum de Caca, la sœur de Cacus qu'Hercule vainquit.
- sacella ou sacraria des Argei.
- sacellum de Diane, sur la colline de Caelius, où un certain nombre de sénateurs offraient des sacrifices annuels.
- sacellum ou delubrum de Minerva capta ("Minerve captive"), un sanctuaire sur la colline Caelius qui contenait une statue de Minerve pillée à Faléries lorsque cette ville fut prise par les Romains en 241 avant J.-C.
- sacellum de Jupiter Fagutalis, dans le Lucus Fagutalis ("hêtraie") sur l'Esquilin.
- sacellum de Naenia.
- sacellum de Pudicitia Patricia.
- sacellum de Dea Murcia, au pied de la colline de l'Aventin.